# Pusulissus
Pusulissus is een geslacht van halfvleugeligen uit de familie  Issidae. De wetenschappelijke naam van dit geslacht werd voor het eerst geldig gepubliceerd in 2020 door Bourgoin en Wang.

## Soorten
Het geslacht omvat de volgende soorten:
- Pusulissus coronomensis Bourgoin & Wang, 2020
- Pusulissus phiaoacensis Bourgoin & Wang, 2020